# سد دبیس
سد دبیس (به عربی: سد الدبس) یک سد خاکی در عراق است که در استان سلیمانیه واقع شده‌است.